# Olios spinipalpis
Olios spinipalpis is een spinnensoort uit de familie van de jachtkrabspinnen (Sparassidae).
De wetenschappelijke naam van de soort werd in 1901 als Sparassus spinipalpis gepubliceerd door Reginald Innes Pocock.